# François-Joseph d'Andigné
Pour les autres membres de la famille, voir Famille d'Andigné.
François-Joseph d'Andigné  (né près d'Angers le 14 juin 1684, mort à le 28 mai 1736), ecclésiastique, fut brièvement évêque de Dax de 1733 à 1736.

## Biographie
François d'Andigné appartient à la noble famille d'Andigné originaire d'Anjou dont plusieurs autres membres seront élevés à l'épiscopat. Il est le fils de Joseph-Pierre d'Andigné, seigneur de la Barre (1680 † 1723) et de Charlotte Thérèse d'Avoisnes. Il devient doyen et vicaire général du diocèse de Luçon où il prononce en 1723 l'oraison funèbre de l'évêque Jean-François Salgues de Valdéries de Lescure. En 1726, il est nommé abbé commendataire de Notre-Dame des Fontenelles.
Protégé du cardinal de Fleury, il est nommé évêque de Dax en 1733. Confirmé le 2 septembre, il est consacré le 22 novembre par Melchior de Polignac, l'archevêque d'Auch. Il ne se rend qu'une seule fois dans son diocèse en 1734, en passant d'abord par Bordeaux où il se fait reconnaitre comme « conseiller au Parlement » le 21 février. Il est reçu à Dax le 6 mars par le lieutenant du roi et une quarantaine de nobles à qui il juge utile de préciser « qu'il n'avait ni désiré ni demandé cette nomination ». Il meurt le 28 mai 1736.